# 沈子槎
沈子槎（1881年—1969年），浙江吴兴人，中国商人、钱币收藏家，中国民主建国会中央委员会常务委员。曾于1949年10月1日登上天安门参加开国大典。